# Lepidostoma tsudai
Lepidostoma tsudai is een schietmot uit de familie Lepidostomatidae. De soort komt voor in het Palearctisch gebied.